# 鸡冠古城
鸡冠古城，位于中国吉林省鸡冠乡所在地东北约100米的平地上。，为一个省级文物保护单位，类型为古遗址，公布时间为2007年5月31日。该文物保护单位由汪清县文物管理所管理。
鸡冠古城的历史年代为辽金。